# Phaenocarpa luteipes
Phaenocarpa luteipes är en stekelart som beskrevs av Stelfox 1950. Phaenocarpa luteipes ingår i släktet Phaenocarpa och familjen bracksteklar. Inga underarter finns listade i Catalogue of Life.